# Котячий розрив
Котячий розрив — це період у літописі скам'янілостей приблизно від 18,5 до 25 млн років тому (міоцен), коли в Північній Америці виявлено мало скам'янілостей котів чи котоподібних видів (Feliformia). Причина «котячого розриву» дискутується. Це могло бути викликано змінами клімату (глобальне похолодання), змінами середовища проживання та екологічної екосистеми, дедалі більшою гіперм'ясоїдністю котів (особливо нимравідів), вулканічною діяльністю, еволюційними змінами в морфології зубів видів псових, присутніх у Північній Америці, або періодичністю вимирань, які називають циклами Ван дер Гаммена.

## Коротка еволюція котів

Хронологія еволюції котовидих

Усі сучасні хижі, включаючи котів, еволюціонували від Miacoidea, які існували приблизно від 66 до 33 мільйонів років тому. Існували й інші більш ранні види, схожі на котів, але Proailurus, який з'явився приблизно 30 мільйонів років тому, як правило, вважається першим «справжнім котом».
Після появи кота в літописі скам'янілостей за 10 мільйонів років мало що свідчить про його процвітання. Насправді, хоча проайлурус проіснував щонайменше 14 мільйонів років, до кінця його існування залишилося так мало скам'янілостей котячих, що палеонтологи називають це «котячим розривом». Переломний момент для котів стався з появою нового роду, псевдолурус (Pseudaelurus).
Члени родини котових (Felidae) прибули до Північної Америки до середнього міоцену з появою Pseudaelurus. Pseudaelurus перейшов до Північної Америки через Беринговий міст із вцілілих популяцій в Азії 18.5 мільйонів років тому. Усі сучасні коти походять від псевдолуруса. А гіперм'ясоїдні німравиди вимерли в Північній Америці у період котячого розриву.

## Можливі причини

### Схильність до гіперм'ясоїдності
Історія м'ясоїдних ссавців характеризується серією моделей підйому і спаду диверсифікації, в якій спадні клади замінюються філогенетично відмінними, але функціонально подібними кладами. Протягом останніх 50 мільйонів років послідовні клади дрібних і великих хижих ссавців диверсифікувалися, а потім спадали до вимирання. У більшості випадків причиною спаду були енергетичні обмеження та поширений вибір для більшого розміру (правило Копа), що призводило до спеціалізації в харчуванні на гіперм'ясоїдності. Гіперм'ясоїдність призводить до підвищеної вразливості до вимирання. Німравиди були великими котоподібними тваринами, які займали цю екоморфну нішу в екосистемі до 26 Ma. Цілком імовірно, що їхня гіперм'ясоїдність призвела до вимирання в Північній Америці. Після вимирання нимравидів не було інших котячих або котячих видів, поки інші котячі не прибули з Євразії після перетину Берингівського сухопутного мосту 18,5 млн р. тому. Протягом цього часу серед інших хижих ссавців у Північній Америці було велике різноманіття — як гіпом'ясоїдних, так і гіперм'ясоїдних видів, які існували до, під час і після котячого розриву.

### Зміни клімату та середовища проживання

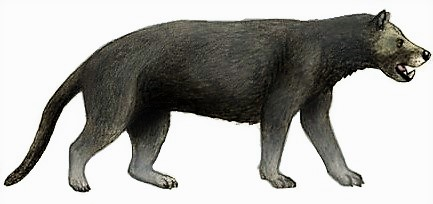
Деякі палеонтологи стверджують, що псовиді, такі як Amphicyonidae, відповіли на розрив котів, еволюціонуючи, щоб стати більш схожими на котів, щоб заповнити екологічну нішу гіперм'ясоїдних тварин. Однак цей висновок є спірним.

Іншим можливим поясненням вимирання котячих в Північній Америці є зміни в екології континенту. Дані геологічних температурних записів показують, що Земля переживала період глобального похолодання, що призвело до того, що ліси поступилися місцем саванам. У все більш відкритій Америці німравіди, можливо, програли конкуренцію з псами, оскільки більшість кішок потребують лісу або покриву, щоб полювати.

### Інше
Вулканічна діяльність також пропагується як можлива причина котячого розриву, а також інших вимирань протягом цього періоду часу. Кальдера Ла Гаріта була місцем виверження Фіш-Каньйону, величезного виверження близько 27 мільйонів років тому. Масштаби виверження Фіш-Каньйону були далеко за межами будь-якого відомого в історії людства.
Іншою можливою причиною розриву котів міг бути пізній кайнозойський льодовиковий період, який почався 33,9 мільйона років тому. Цей льодовиковий період спричинив заледеніння в Антарктиді, яке зрештою поширилося на арктичні регіони південної Аляски, Гренландії та Ісландії. Льодовики на північноамериканському континенті, а також тенденція до похолодання, могли зробити екосистему непридатною для котоподібних видів Feliformia, хоча придатною для проживання видів Caniformia в холодну погоду.